# Elaphoglossum humbertii
Elaphoglossum humbertii är en träjonväxtart som beskrevs av Carl Frederik Albert Christensen. Elaphoglossum humbertii ingår i släktet Elaphoglossum och familjen Dryopteridaceae. Inga underarter finns listade.